# Банзай! (фільм, 1983)
«Банза́й!» (фр. Banzaï) — французька комедія. Фільм 1983 року режисера Клода Зіді.

## Сюжет
Головний герой фільму — Мішель (Колюш) — страховий агент компанії «Планета допомоги». Після провини начальство під загрозою звільнення примушує Мішеля займатися вкрай невдячною справою — привозити додому, до Франції, клієнтів фірми, які постраждали за кордоном. А у Мішеля ж скоро весілля зі стюардесою Ізабель. Але взаємні мимовільні обмани можуть ці плани зірвати. Невгамовний життєлюб, Мішель мчить по всьому світу на допомогу своїм клієнтам і потрапляє в кумедні пригоди: в Африці він випадково визволяє з полону революційного вождя, в Нью-Йорку його ледь не вбивають Гарлемські здоровані. Завдяки своєму неймовірному оптимізму, Мішель — «людина позбавлена гумору» — завжди знаходить вихід. Фінальні події фільму відбуваються у Гонконгу, де Мішель опиняється на гачку наркодилерів…
У фільмі іронічно оцінюється діяльність великих страхових компаній. Назва фільму — «Банзай!» — войовничий вигук японського пілота Боїнга-747, який зібрався «атакувати Перл-Гарбор» після того, як наркотичні речовини випадково потрапили в систему вентиляції літака. Все ж таки пілотові вдається посадити лайнер на авіаносець і неймовірні пригоди закінчуються щасливо.

## У ролях
- Колюш — Мішель Бернардин
- Валері Мересс — Ізабель Паріс
- Дідьє Камінка — кузен Поль
- Марта Віллалонга — Мадам Бернардин
- Франсуа Перро, Крістіан Шарметант, Єва Дарлан, Забу Брайтман та ін.